# Crisia tenuis
Crisia tenuis är en mossdjursart som beskrevs av William MacGillivray 1879. Crisia tenuis ingår i släktet Crisia och familjen Crisiidae. Inga underarter finns listade i Catalogue of Life.